# 坎迪杜门迪斯
坎迪杜门迪斯是巴西马拉尼昂州的一个市镇。总面积1731.794平方公里，总人口18379人，人口密度10.6人/平方公里。